# 복드 칸의 겨울 궁전

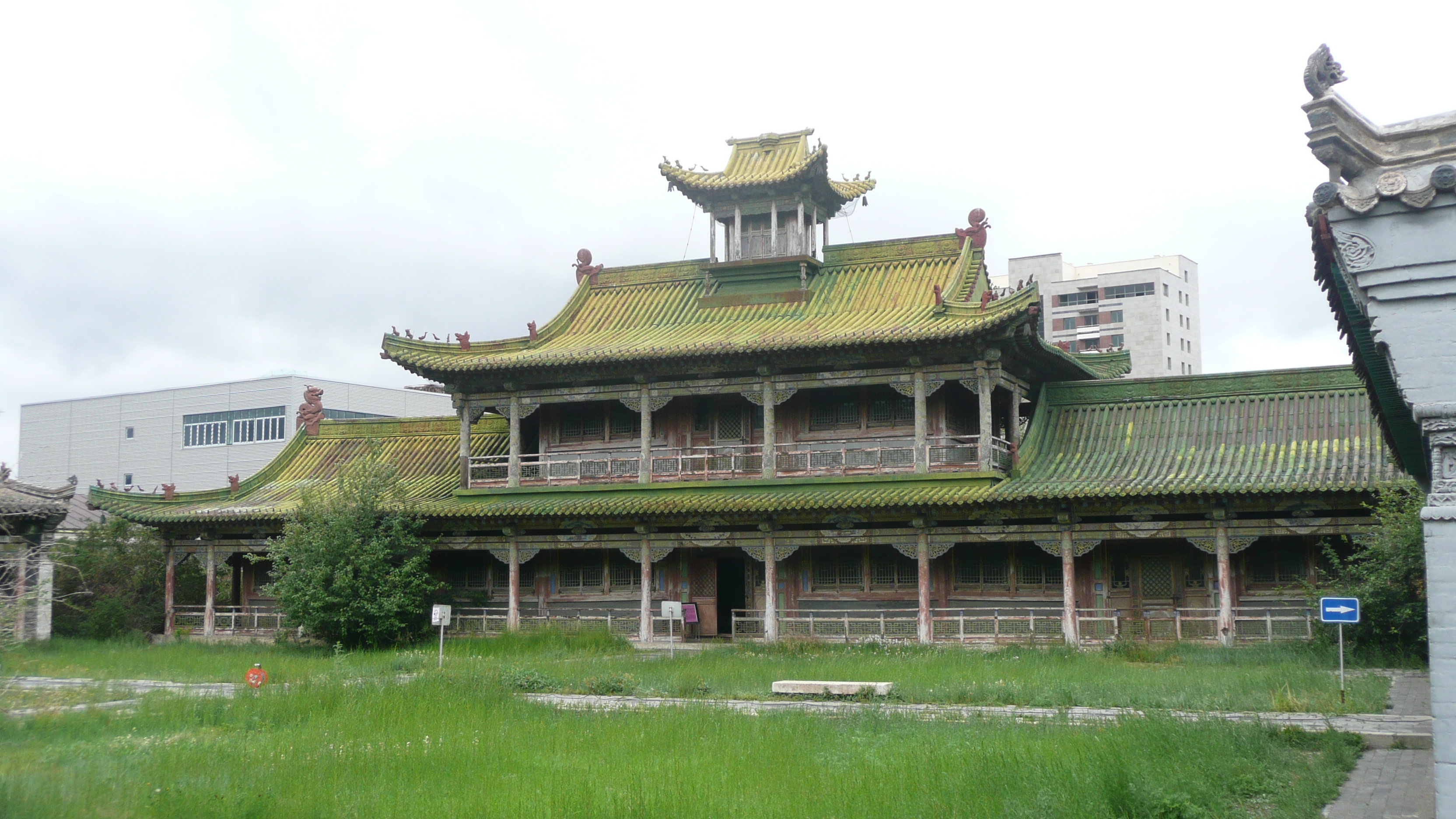
복드 칸 궁전 박물관

복드 칸 궁전 박물관(몽골어: Богд хааны ордон музей) 또는 복드 칸의 겨울 궁전은 몽골 울란바토르에 위치한 궁전 박물관이다. 후에 복드 칸으로 불리는 젭춘답바 후툭투 8세가 지었다. 몽골에서 가장 오래되고 가장 많은 소장품들을 가진 박물관이다. 복드 칸이 살았던 4개의 거주지 중 유일하게 남아있는 건물이다. 
1893년과 1903년 사이에 지어졌으며, 몽골에서 소비에트 세력들과 공산주의 세력들에게 의해 파괴되지 않은 몇 안되는 역사 유적이다. 궁전의 정문은 '평화의 문'이라는 이름을 갖고 있으며, 복드 칸의 즉위를 기념하여 1912년부터 1919년 사이에 못을 전혀 사용하지 않고 지어졌다. 6개의 사원이 이 건물 안에 있으며, 모두 각각 불화, 불교적 기록, 불상들을 갖고 있다.
궁전은 총 20개의 건물들로 이루어져있다. 매년 4,000명이 넘는 관광객들이 방문하고 있고, 전시품들의 일부는 복드 칸이 직접 사용했던 물건들이다. 예를 들어 복드 칸의 옥좌, 침대와 함께 칸이 모았던 박제 동물들까지 전시되어 있다. 러시아의 차르였던 니콜라이 2세에게 받은 부츠도 있고, 복드 칸의 상징적인 게르도 전시되어 있다. 현재 몽골 정부에 의해 운영되고 있다.